# Reynolds Peak
Reynolds Peak är en bergstopp i Antarktis. Den ligger i Östantarktis. Australien gör anspråk på området. Toppen på Reynolds Peak är 785 meter över havet.
Terrängen runt Reynolds Peak är huvudsakligen kuperad, men den allra närmaste omgivningen är platt. Trakten är obefolkad. Det finns inga samhällen i närheten. 